# Alexandre Azevedo
Alexandre Azevedo (Belo Horizonte, Minas Gerais, 1965) cronista, teatrólogo, romancista, contista, ensaísta e autor de livros infantis, além de um dos maiores colecionadores de arte naïf do Brasil[carece de fontes?]. Atualmente reside em Ribeirão Preto, São Paulo. Alexandre Azevedo é casado com Elisa Bechuate Azevedo (escritora e consultora de etiqueta e comportamento), com quem tem três filhos, Fernanda, Clarissa e Pedro Alexandre.

## Carreira
Publicou mais de 140 obras, algumas delas elogiadas, comentadas e prefaciadas por autores como Luís Fernando Veríssimo, Ziraldo, Manoel de Barros, Lourenço Diaféria, Isaias Pessotti, Carlos Herculano Lopes, Affonso Romano de Sant'Anna, Adelino Brandão, Márcio José Lauria e Carlos Augusto Segato. Dos programas que participou, destacam-se o do Programa do Jô e da Rádio Senado, comandado pela escritora Margarida Patriota.
Alexandre Azevedo pertence à Academia Ribeirãopretana de Educação. Em 2008, foi lançado, pelo Colégio Ideal, de Ribeirão Preto (SP), o I Concurso Literário Alexandre Azevedo.
O escritor também participou, por nove anos, como palestrante, da Semana Euclidiana, evento cultural realizado anualmente em São José do Rio Pardo. Em 2009, a editora Saraiva lançou um catálogo especial em homenagem aos seus 20 anos de carreira literária. Em 2012, foi o autor da terra homenageado pela 12ª Feira Nacional do Livro de Ribeirão Preto (SP). Neste mesmo ano, atingiu a marca de meio milhão de livros vendidos.[carece de fontes?]
Alexandre Azevedo também é autor do material didático do Sistema Ético de Ensino na área de Literatura Brasileira e Portuguesa para alunos do ensino médio e pré-vestibular. [carece de fontes?]

## Obras
- Que Azar, Godofredo! (Editora Atual);
- O Vendedor de Queijos e outras crônicas (Editora Atual);
- O Trompetista na Tempestade (Editora Abacatte - prêmio Altamente Recomendável - FNLIJ);
- O Menino que virou Caramujo (Editora Escrita Fina - prêmio Selo Seleção Cátedra 10);
- A Lua e a Bola (Editora Formato - prêmio Bibliografia Brasileira de Literatura Infantil e Juvenil - produção 1996 - Melhor Livro de Poesia infantil);
- Três Casamentos (Editora Atual);
- O ABC do Dromedário (Editora Paulinas);
- As Bonecas de Fernanda (Editora Paulus - Editora Imperial Novo Milênio);
- O Mapa de Petrus Alexandrus, o Pirata (Editora Bagaço);
- A Descoberta de Clarissa (Editora Arco-Íris);
- A Cama em que morreu Tiradentes (Editora Penalux);
- O Menino que via com as Mãos (Editora Paulinas);
- Curvado a Teus Pés (Editora Dash);
- O Colecionador de Infinitos (Editora Lê);
- O Menino que vendia Sonhos (Editora Escrita Fina);
- Poeminhas Fenomenais (Editora Atual);
- Poeminhas Musicais (Editora Franco);
- Poeminhas Sensacionais (Editora Positivo);
- O Menino que contava estrelas (Editora Atual);
- Poeminhas Animais (Editora Atual);
- Mãe-Canguru (Editora Atual);
- Candinha, a Fofoqueira (Editora Imperial Novo Milênio);
- Camões, o gato poeta (Editora Imperial Novo Milênio);
- Policarpo, o papagaio patriota (Editora Imperial Novo Milênio);
- Deu a Louca no Pepê (Editora Coralina);
- Pantanimais (Editora Entrelinhas);
- Uma Promoção Animal (Editora Gaivota);
- Sonhos Sorteados (Editora Paulinas);
- O Astronauta do Mar (Editora Dash);
- Pepê, o Pirata Pirado (Editora Paulinas);
- A Menina da Pá-Virada (Editora Ave-Maria);
- A Incrível Bola de Chiclete (Editora Ave-Maria);
- Bicho-do-mato e outros bichos (Editora Bagaço);
- Se eu espicho com capricho, vira que bicho?! (Editora Bagaço);
- Uma quitanda muito especial (Editora Bagaço);
- No Outro Lado da Página (Editora Bagaço);
- Uma Turma pra lá de Legal (Editora Palavra Mágica);
- Dez Fábulas Fabulosas de Esopo (Editora Mais que Palavras);
- Mais Dez Fábulas Fabulosas de Esopo (Editora Mais que Palavras);
- Dez Lendas Africanas (Editora Mais que Palavras);
- Bate o Sino Pequenino (Editora Imperial Novo Milênio);
- O Balaio do Caio (Editora Moderna); O Fantástico Mundo da Lua (Editora Moderna);
- O Reino do Aqui-Pode (Editora Moderna);
- Bichos de Bigode (Editora Duna Dueto);
- Pedro II, a história de um Homem e de um tHeatro com agá maiúsculo (Instituto do Livro de Ribeirão Preto-SP);
- O Santo Casamenteiro e outras histórias (Editora VGA);
- Convenção das Tartarugas (Editora Darda);
- A Última Flor de Abril (Editora Saraiva), em parceria com o escritor Carlos Augusto Segato;
- Pretérito mais que Imperfeito (Editora Bagaço), em parceria com o escritor Carlos Augusto Segato;
- Poeminhas Radicais (Editora Geostrinho), em parceria com o escritor André Luís Oliveira;
- A Dança das Medusas (Editora Quase Oito), em parceria com o escritor André Luís Oliveira;
- O Menino de um Braço Só (Editora Enfim!), em parceira com o escritor Antônio Carlos Tórtoro.

Publicou ainda, pela Editora Corujinha, os seguintes livros infantis: 
- Poeminhas Vegetais;
- Poeminhas Celestiais;
- Poeminhas Florais;
- Poeminhas Reais;
- Poeminhas Legais;
- Poeminhas Profissionais.

Pela editora Lazuli Digital, publicou as novelas, 
- Nesta Triste Masmorra;
- Ó Sonho Branco de Quermesse;

- A Abominável Mulher do Neves;
- Três Poetas (Editora Penalux).

Para a Primavera Editorial, adaptou 14 peças de Gil Vicente (e-books): 
- Auto da Barca da Glória;
- Auto da Barca do Purgatório;
- Auto da Barca do Inferno;
- Monólogo do Vaqueiro;
- Auto das Almas;
- Auto dos Mistérios da Virgem;
- Auto da Feira;
- Auto da Índia;
- Auto da Lusitânia;
- A Farsa de Inês Pereira;
- O Velho da Horta;
- Quem tem Farelos?;
- Auto dos Almocreves;
- Romagem de Agravados.